# Hibiscus liliazanza
Hibiscus liliazanza är en malvaväxtart som beskrevs av Bénédict Pierre Georges Hochreutiner. Hibiscus liliazanza ingår i Hibiskussläktet som ingår i familjen malvaväxter. Inga underarter finns listade i Catalogue of Life.